# 이음향방사
이음향방사(영어: otoacoustic emission, OAE)는 달팽이관 외유모세포에서 자발적으로 혹은 음자극에 의해 증폭되어 발생하는 소리 에너지이다. 외유모세포의 수축과 진동에 의해 0.5mm 간격으로 최대 소리 에너지를 발생하고, 이것이 중이와 고막을 통하여 외이도로 전달된다. 토마스 골드(Thomas Gold)에 의해 1945년 발표된  ‘달팽이관 피드백(cochlear feedback)‘가설을 바탕으로 1978년  영국의 생리학자 데이비드 캠프(David T. Kemp)의 연구 ‘달팽이관 메아리(cochlear echo)’에 의해 처음 기술되었다. 외유모세포의 하부 구조에 포함된 수축성 요소, 즉 근육 세포인 근섬유의 반복되는 분절인, 미오신(myosin)과 액틴(actin)의 활동을 통해 비선형자발적(non-linear motile) 특성으로부터 생겨나는 것으로 첫째, 청신경인 제 8 뇌신경의 절단 여부와 관계없이 발생 가능하며 둘째, 감음성 난청의 하나인 내이성 난청에서는 측정하기 어려우며 셋째, 외부 조건의 변화에 둔감하며 넷째, 비정상적 외유모세포에 의한 40dB이상의 와우성 난청에서는 나타나지 않는다.

이음향방사는 외유모세포가 능동적인 활동을 한다는 청각 기관의 생리적 작용에 대한 많은 이해를 가능하게 하였다. 더 나아가 임상적으로는 청각 기능에 해를 미치지 않으면서도 적은 시간으로 간단하게 달팽이관 및 청각유모세포의 이상 여부를 확인할 수 있어 난청의 조기 진단, 신생아와 유·소아의 청력 검사 등의 객관적인 검사로 널리 이용되고 있다.

## 종류
이음향방사는 크게 외부 자극음의 유무에 의해 자발이음향방사(spontaneous otoacoustic emissions, SOAEs)와 유발 이음향방사(evoked otoacoustic emissions, EOAEs) 로 나눌 수 있다.
자발이음향방사(SOAEs)는 외부의 자극음 없이 능동적으로 발생하는 외유모세포(outer hair cell)의 소리 에너지 방출 이고, 유발 이음향방사는 외이에 가해진 외부의 음자극에 의해 발생하는 소리 에너지이다. 유발 이음향방사는 클릭과 같은 짧은 자극 후에 나타나는 일과성 유발 이음향방사(transient evoked otoacoustic emissions, TEOAEs)와 순음(pure tone)을 주었을 때 측정되는 주파수 반응 이음향방사(stimulus frequency otoacoustic emissions, SFOAEs), 그리고 두 가지 순음(pure tone)을 주었을 때 이들 주파수의 조합음을 만들어 내는 변조 이음향방사(distortion product otoacoustic emissions DPOAEs)가 있다.

### 자발이음향방사
1981년 P.M.Zurek에 의해 보고가 된 것으로 정상 청력을 가진 귀의 35~60%에서만 나타나며 비교적 주파수 변동이 적은 편이다. 자극음이 없는 자발이음향방사(spontaneous otoacoustic emissions,SOAEs)는 외이로부터 방출되는 신호를 잡기 위한 고감도의 마이크로폰(microphone)을 필요로 하며 주위의 소음이나 내부 소음을 될 수 있는 대로 경감시켜야 한다.

자발이음향방사(SOAEs)의 발현율은 남자보다 여자에서 약 2배 높으며, 여자에서도 좌측보다는 우측에서 다수의 이음향방사가 발현되는 경향이 있다고 한다. 성인의 경우 1~2kHZ, 유아나 신생아의 경우는 성인보다 약간 높은 3~4kHZ의 주파수에서 존재한다.

### 일과성유발이음향방사
일과성유발이음향방사(transient evoked otoacoustic emissions, TEOAEs)는 일과성 음(transient sound)를 통해 발생되는 이음향방사이다. 일과성 음으로는 클릭음(click sound)과 톤 버스트(tone burst), 톤 핍(tone pip)같은 것이 사용되며, 클릭음(click sound)은 넓은 음역 주파수를 위해, 톤 버스트(tone burst)는
좁은 음역의 주파수에서 일어나는 반응을 측정하는데 적합하다.

이 반응은 자발이음향방사(SOAEs)와는 반대로 거의 모든 정상 귀 (98~100%)에서 나타나는 것으로 연령과 관계없이 청력 역치가 정상이면 발현률의 차이가 없다. 일과성유발이음향방사를 측정하기 위해서는 외유모세포(outer hair cell)의 반응을 측정할 수 있는 고감도의 마이크로폰(microphone), 다른 외부 음원과 섞이지 않은 자극음이 필요하고, 자극음에 의해 생기는 가공물을 제거하는 과정이 필요하다.

### 주파성이음향방사
주파수 반응 이음향방사(stimulus frequency otoacoustic emissions, SFOAEs)는 낮은 강도의 순음(pure tone)에 일정 기간 자극을 받을 때 주파수 대역에서 생성되는 소리 에너지로 데이비드 캠프(David T.Kemp)에 의해 1980년 처음으로 보고되었다.
측정을 하기 위해서는 외유모세포의 반응을 측정할 수 있는 고감도의 마이크로폰(microphone), 순수한 자극음 등이 필요하다.
자극음의 크기는 외이도 내에서 좁은 주파수 대역 통과 필터를 통과시킨 후 측정한다.

### 변조이음향방사
변조이음향방사(distortion product otoacoustic emissions DPOAEs)는 두개의 다른 주파수를 가지는 순음(pure tone)인 자극음 f1, f2의 음을 동시에 가하였을 때 두 자극음이 중첩되는 부위에서 발생하는 여러 주파수의 이음향방사로 1979년 데이비드 캠프(David T.Kemp)에 의해 발견되었다. 변조이음향방사는 달팽이관의 비선형 특성(non-linearity)중 하나인 변조 산물로서, 변조이음향방사의 반응 크기는 두 순음(pure tone)의 상대적, 절대적 강도와 주파수의 비율에 영향을 받으며 특히 f1이 f2보다 5-10dBSPL 높을 때, 2f1에서 f2 사이의 주파수에서 가장 강한 반응이 나타난다. 또한 청력 역치가 15dB을 넘지 않으면 항상 출현하고, 청력 역치가 50dB을 넘으면 발생하지 않는데,이 중간의 역치에서는 강도가 증가할수록 양성적 반응을 볼 수 있다. 변조이음향방사는 일과성유발이음향방사에서와 비슷하게 정상적인 청각력에서 잘 나타나며 변조 이음향방사를 측정하기 위해서는 마이크로폰(microphone)과 두 개의 독립된 스피커가 부착된 이어 프로브(ear probe), 자극을 만드는 시스템, 소리 증폭기, 평균가산을 위한 시스템 등이 필요하다.

## 임상적 적용
이음향방사는 쉽고 빠르게 결과를 알 수 있을 뿐 아니라 객관적이며, 청력장애에 민감하게 반응하고, 인체에 해를 끼치지 않는 장점을 가지고 있다. 이때문에 청력 검사가 어려운 신생아, 유·소아, 장애자, 정신이 혼미한 노인, 이성적 판단이 불가능한 환자 등의 검사에 용이하다.
그러나 이음향방사도 아직은 해결되어야 할 몇가지 문제점들이 있는데,
- 첫째, 검사 결과가 피검자의 내부 소음에 의한 영향을 많이 받는다는 점,
- 둘째, 다른 검사에서와 같이 역치의 개념이 확실하지 않아 청력의 정확한 평가가 어렵다는 점,
- 셋째, 피검자간의 검사 결과의 차이가 많이 난다는 점 등이 있다.[12]

특히 TEOAEs와 DPOAEs는 방사의 형태, 에너지의 분포, 청각 역치 등에서 서로 높은 상관 관계를 가지며 가장 활발히 연구 및 임상에 적용되고 있다.
이음향방사를 이용한 청력검사의 종류에는
- 첫째, 임상에서 가장 활발히 이용되고 유발이음향방사가 가장 효과적으로 활용되는 선별청력검사가 있다.
- 둘째, 이독성 감지 기능으로 이독성 약제에 의한 이독성의 조기 진단에 사용되어 외유모세포(outer hair cell)의 비가역적인 병변 형성 이전에 이독성을 알리는 민감한 지표이다.
- 셋째, 기타 난청에서의 사용을 들 수 있는데 이는 소음성 난청에서 일시적인 자극 이동과 노인성 난청에서 고음역의 청력 손실 여부를 객관적으로 추적하여 재활 가능한 달팽이관 활동의 감소를 확인하게 해준다.
- 넷째, 수술 중의 청력 손실 추적으로 청신경 종양 수술을 전후로 한 청력 보전 가능성을 미리 평가하는데 사용될 수 있다.

이음향방사를 이용한 검사에 영향을 주는 요소들로는
- 첫째, 검사 측정상의 제반 요소,
- 둘째, 피검자의 연령 및 성별,
- 셋째, 외이도와 중이의 상태에 의한 영향 등이 있다.

## 참고자료
- <이비인후과학>, 대한이비인후과학회, 일조각, 2005.
- <인간생명과학개론>, 박재갑, 서울대학교출판부, 2005.